# Posttraumatische Arthrose
Verletzungen der Knochen oder auch des Bandapparates können grundsätzlich zu Gelenkschäden führen, die im späteren Verlauf zur verletzungsbedingten, posttraumatischen Arthrose führen.

## Ursachen

### Frakturen ohne Gelenkbeteiligung
Bricht z. B. der Schaft eines Röhrenknochens und verheilt später in nicht idealer Stellung, so kann das eine Achsfehlstellung von benachbarten Gelenken zur Folge haben. Jede beliebig verursachte gröbere Fehlstellung führt aber zu einer dem Körper nicht angepassten und der normalen Form auch nicht entsprechenden Belastung zumindest eines Gelenkes; jenes verschleißt dann – z. T. wesentlich – rascher als üblich und alsbald sehr schmerzhaft zu einer Arthrose.

### Frakturen mit Gelenkbeteiligung
Geht ein Trauma (als Bruch) durch eine Gelenkfläche, so verheilt eine solche Verletzung oft, allen Bemühungen zum Trotz, mit einer Stufenbildung im Gelenk. Damit ist ein baldiger Knorpelschaden vorprogrammiert: Ist der Knorpel verschlissen, verschleißt danach der Gelenk-Knochen selbst; durch das Trauma entsteht sehr rasch eine Arthrose, alsbald sehr schmerzhaft und viel schneller als normal. Schutzlos reibt dann Knochen auf Knochen so lange, bis auch der Gelenkknochen irgendwo selbst völlig aufgebraucht ist. In einer Art „Lochfraß“ entsteht im Endstadium ein immer größer werdendes Loch an der nackten Gelenkfläche, das sich mit Flüssigkeit füllt.
Trümmerzyste oder Geröllzyste nennt man – synonym – eine solche Arthrose durch starke Beschädigung des Gelenk-Knochens bis in den Markraum, wobei der erste Name eine traumatische Ursache bereits nahelegt, während letzterer auch für normal verursachten Gelenkverschleiß steht.

### Bänderrisse
Bandverletzungen haben oft eine schlechte Führung im Kapselbandapparat des Gelenkes zur Folge. Unter Belastung können sich die Gelenkflächen gegeneinander verkanten, die Knorpelschicht wird überlastet, der Verschleiß tritt ein zu einer Arthrose.

## Therapie
Ist es zu einer posttraumatischen Arthrose gekommen, kann man, wenn es der Einzelfall erfordert, über eine Umstellungsosteotomie die natürlichen Achsen des Gelenkes wiederherstellen. Glättende Eingriffe am Gelenkknorpel führen oft nur zu einer kurzfristigen Besserung des Beschwerdebildes.
Um einen instabilen Bandapparat wiederherzustellen, gibt es verschiedene plastische Eingriffe, wo zum Beispiel Sehnen an einer anderen Stelle des Körpers entnommen und anstelle des geschädigten Bandes vernäht werden. Zu traumatischen Knorpelschäden in Gelenken vgl. generell unter Arthrose oder speziell – wenn unfallbedingt – unter Trümmerzyste.